# 利涅尔
利涅尔（法語：Lignières，法語發音：[liɲɛʁ]），法国中部市镇，位于中央-卢瓦尔河谷大区谢尔省，隶属于圣阿芒蒙龙区，其市镇面积为21.88平方公里，2022年1月1日时人口数量为1,325人，在法国城市中排名第7,614位。
利涅尔位于谢尔省西南部，阿尔农河畔，是一个区域性的中心城市，多个方向的干线公路在此交汇。

## 地名来源
“Lignières”一名来源于拉丁语“linaria”，意为“麻织物作坊”，可能与当地历史上的手工业活动有关。

## 历史

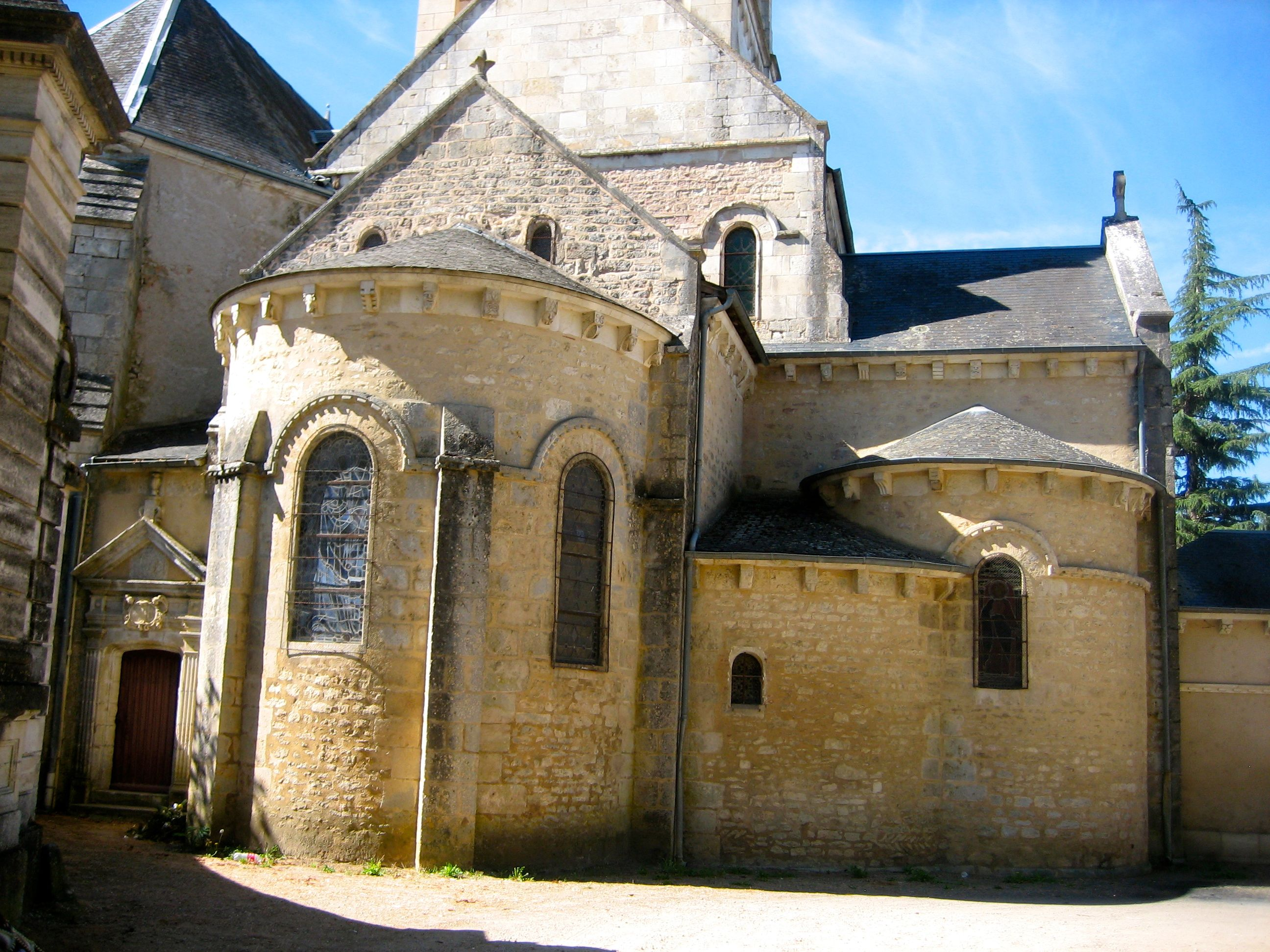
圣母教堂

利涅尔的早期历史尚不清楚，中世纪时，当地长期为贝里的一部分。公元11世纪时，一个骑士团在此修建城塞，其附近逐渐形成聚落。中世纪末期，利涅尔几经易手，后成为瓦卢瓦王朝的领土。当地的圣母教堂于13世纪建成。宗教战争期间，利涅尔曾于1562年遭遇胡格诺派的围攻。17世纪中期，法兰西皇家建筑师弗朗索瓦·勒沃为贵族文学家弗朗索瓦·德·拉罗什富科修建了利涅尔城堡，该建筑后成为拉罗什富科家族的家族宅邸之一。法国大革命后，利涅尔成为谢尔省的一个市镇。1844年，孔代（Condé）被撤销，该市镇的部分区域被划入利涅尔。19世纪末，利涅尔的人口数量一度超过三千，但此后当地人口数量逐年减少。

## 地理

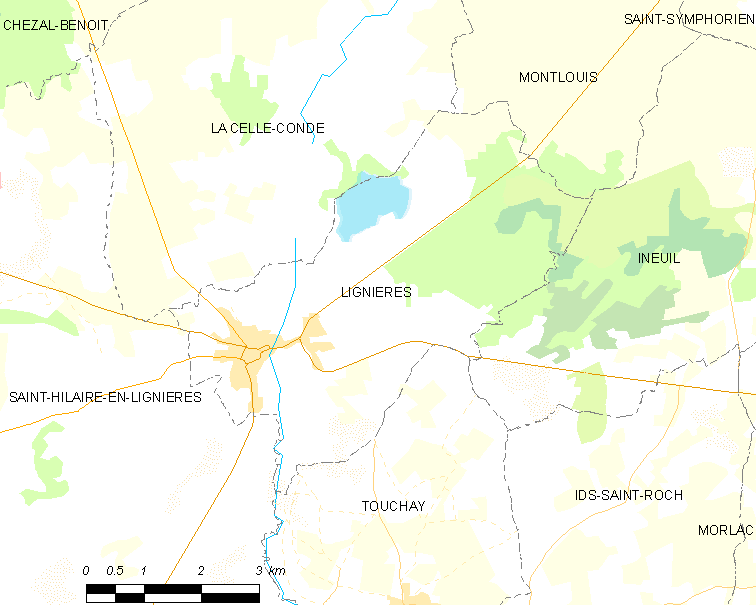
利涅尔市镇范围地图

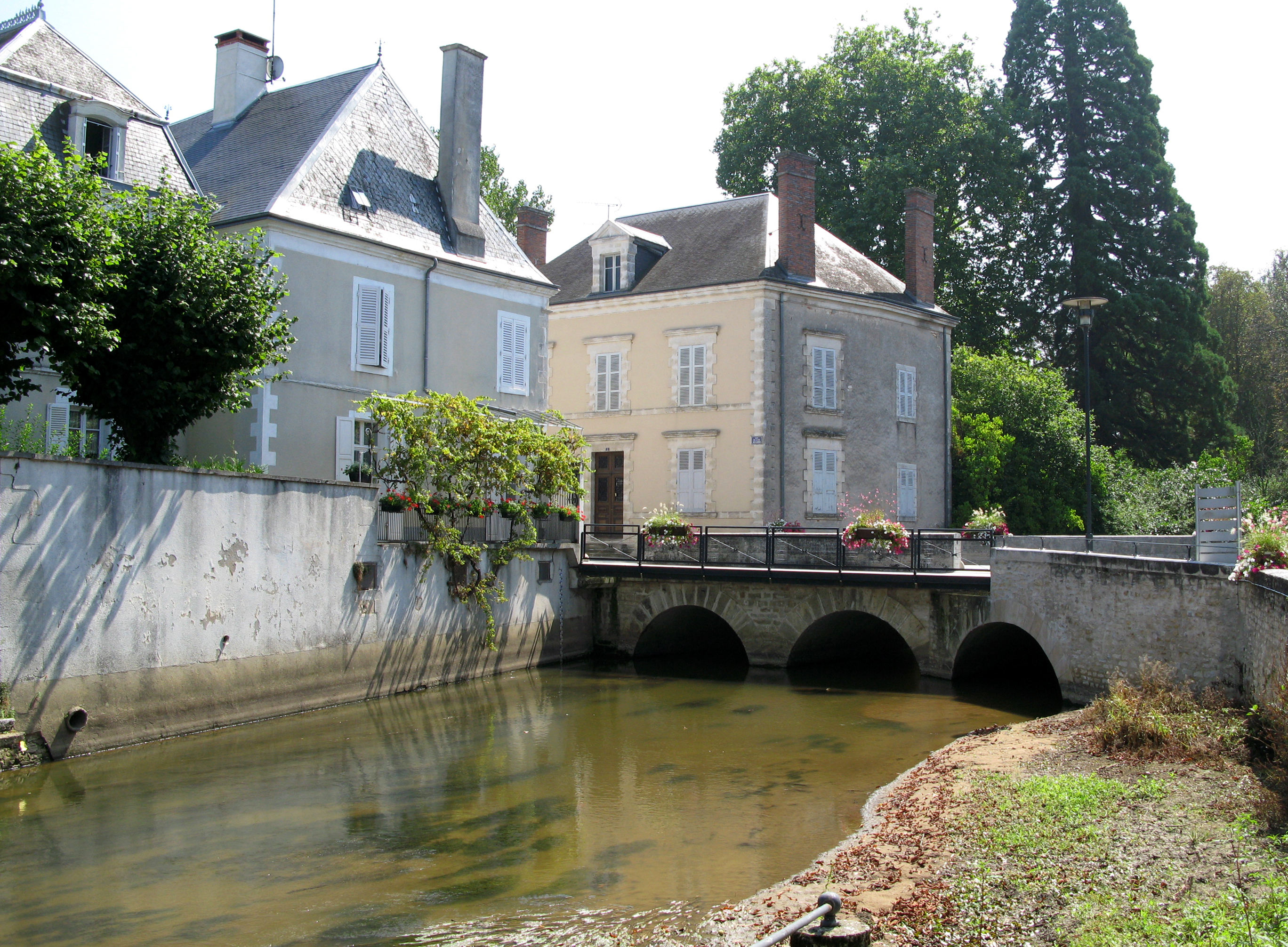
阿尔农河利涅尔段的一条水道

利涅尔位于法国中部，中央-卢瓦尔河谷大区南部和谢尔省西南部，距离省会布尔日大约45公里。与利涅尔接壤的市镇包括：拉塞勒孔代、伊讷伊、蒙卢伊、利涅尔地区圣伊莱尔、图谢。

### 地形
利涅尔位于贝里平原中南部，境内以平原为主，市镇中心地势较为平坦，全境海拔在153到202米之间。

### 水文
利涅尔位于卢瓦尔河流域范围内，阿尔农河自南向北流经市区东部，该河呈辫状水系，有两条主要干流，其间的部分区域被称为“利涅尔草原”（Prairie de Lignières）。此外，利涅尔市镇范围东北部还有舍卢兹湖（Étang de la Chelouze）。

### 植被
利涅尔属于温带阔叶混交林区，林地主要分布于河流附近。
在鲜花城市的评比中，利涅尔被评为1星级鲜花城市。

### 气候
利涅尔在柯本气候分类法中属于温带海洋性气候。

## 行政区划
利涅尔的市镇编号为18127，邮政编号为18160。
在行政管理方面，利涅尔隶属于法国中央-卢瓦尔河谷大区谢尔省圣阿芒蒙龙区；在地方选举方面，利涅尔隶属于沙托梅扬县，其市镇范围全境被划入谢尔省第三选区；在社会管理方面，利涅尔是阿尔农-布瓦绍-谢尔市镇公共社区的组成部分。
法国国家统计与经济研究所（简称）在进行数据统计时，未将利涅尔划入任何城市核心区、城市区以及城市辐射区（）内。此外，还将利涅尔市镇整体看作一个“块区”（IRIS），以便于统计人口分布情况。

## 交通

### 公路
谢尔省省道D61线、D65线、D69线、D219线、D925线和D940线在利涅尔境内交汇。中央-卢瓦尔河谷大区下属的城际客运提供巴士线路，可前往周边部分市镇。
2018年，60.9%的利涅尔家庭拥有至少一辆私人汽车。2019年，利涅尔境内共发生各类交通事故2起，造成3人遇难，1人受伤。
| 12 | 41 |

| 8 | 23 |

| 布尔日 | 45 |

| 圣阿芒蒙龙 | 28 |

| 沙托鲁 | 41 |

| 拉沙特尔 | 25 |

| 伊苏丹 | 28 |

| 武永 | 22 |

### 铁路
距离利涅尔最近的运营中的客运铁路车站为位于布尔日－米耶卡兹铁路上的谢尔河畔新堡站。该站停靠往返于维耶尔宗和蒙吕松一线的区域列车。

### 航空
距离利涅尔最近的民用航空站为沙托鲁机场，距离利涅尔市中心的公路里程约42公里。该机场开行不定期包机航班。

### 城市公共交通
截至2022年8月，利涅尔暂无城市公共交通系统。

## 政治

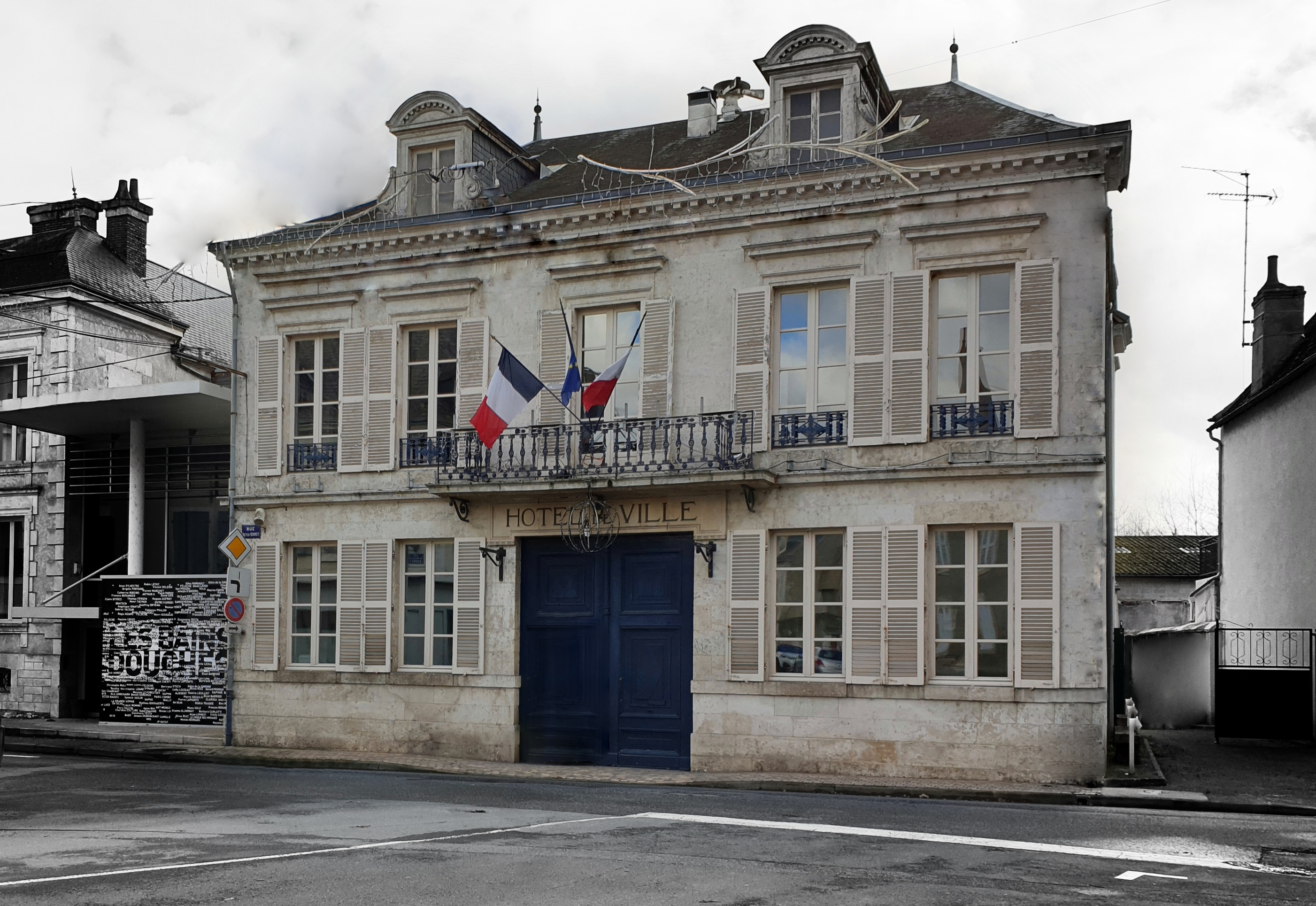
利涅尔市政厅

利涅尔的现任市长为埃尔韦·蒙茹安先生（Hervé MONJOIN），他是一名无党派人士，在2020年的市政选举中获得了62.28%的支持率。
在2022年的法国总统大选中，法国第25任总统埃马纽埃尔·马克龙在利涅尔获得了50.61%的支持率。

## 人口
2019年，利涅尔市镇人口数量为1,357，在法国排名第7,614位。其中男性635人，女性723人，75岁及以上人口占18.5%，外籍人口数量为14人，人口密度为62人/平方公里，当地居民被称为（男性）或（女性）。2020年，利涅尔境内出生12人，死亡人口29人。
| 利涅尔1901年－2019年人口变化情况 |
|                                  |
| 数据来源：Cassini、INSEE         |

## 经济
利涅尔是一个区域性的中心城市。截止2022年8月，利涅尔市镇范围内共有各类用人单位（包含自雇）189家，平均历史为20年，其中98.99%为中小型企业（PME），2022年6月至8月间，当地的经济活力指数为0.53%。（农副产品销售）、（房屋工程）及（外立面工程）是当地2021年营业额最高的三个企业，分别为12,722,071欧元、8,306,801欧元和1,375,116欧元。

## 财政与居民收入
2020年，利涅尔的财政收入总额为1,252,030欧元，财政支出总额为1,104,930欧元，当年的债务总额为1,338,590欧元。2021年，利涅尔市镇共获得486,629欧元的国家财政补助，比上一年增加了1.88%。
2020年，利涅尔的人均月收入总额为1,747欧元，低于法国平均水平（2,303欧元）。
2018年，利涅尔境内的青壮年（15至64岁）失业率为13.0%，当地43.3%的家庭拥有纳税资格，平均纳税1,986欧元，低于法国平均水平（3,910欧元）。

## 社会事务

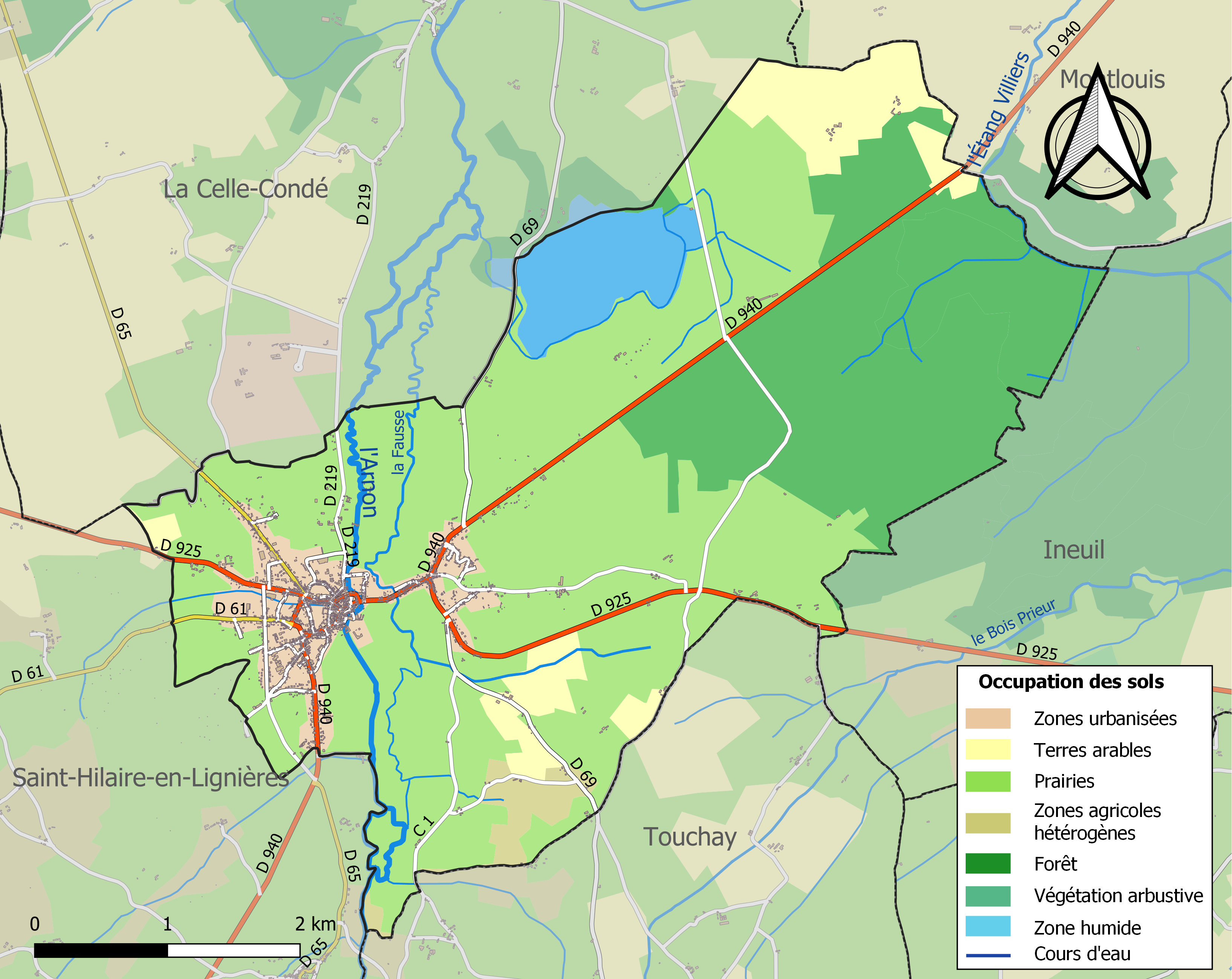
利涅尔土地利用情况地图

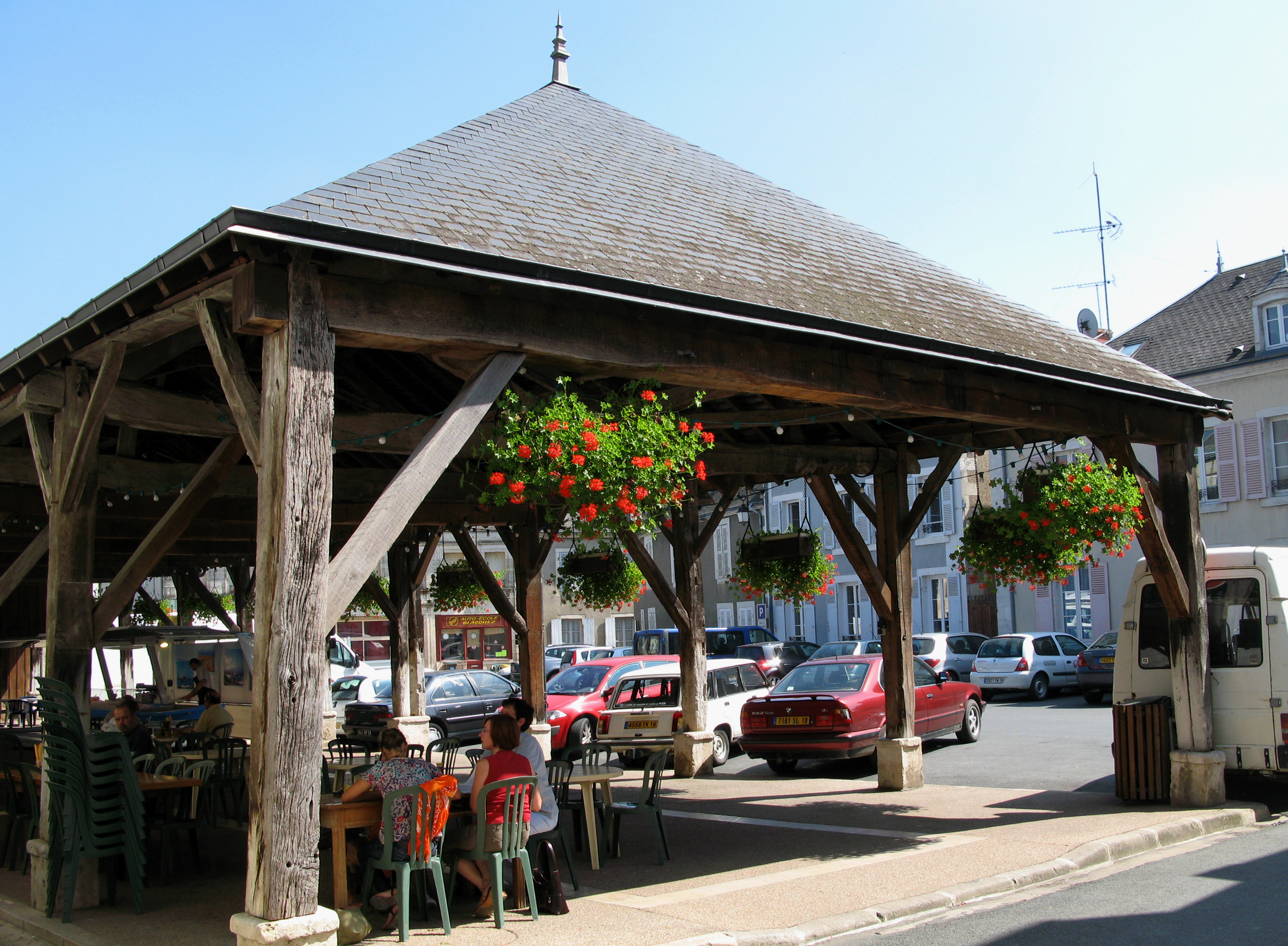
利涅尔大堂集市

### 教育
利涅尔属于奥尔良-图尔学区。截止2020年1月1日，利涅尔境内共有1所小学和1所初级中学。2018至2019学年度，利涅尔境内共有在校中等教育阶段学生246名。

### 医疗
截止2020年1月1日，利涅尔境内共有全科医生1名、保健师1名、牙医1名和护士4名。境内共有药房2家、养老院1家。
距离利涅尔最近的区域性医疗机构为圣阿芒蒙龙中心医院（Centre Hospitalier de Saint-Amand-Montrond），其主病区位于圣阿芒蒙龙市区西部，距离利涅尔市区的正常车程约22分钟，该院设有床位112个，是当地规模最大的公立综合性医院。

### 住房
2018年，利涅尔境内共有各类住房927套，其中93.5%为独立式居民区，5.8%为集中式居民区。常住房屋占利涅尔市镇范围内居民建筑总量的71.6%。
在住房保障政策方面，2020年，利涅尔境内共有110户家庭获得了住房经济补助，受益人数占总人口数量的8.1%，其中104份为房租补助。

### 商业
2019年，利涅尔境内共有各类实体商铺42家，其中餐厅7家、大型超市1家、面包房1家、肉铺2家、书店1家、装饰品店1家、银行门店1家、美容美发店3家、汽车维修店3家。市区西部建有一家家乐福超市。

### 体育
2020年，利涅尔境内共有0家游泳池、1间体育馆、1座综合体育场、2处网球场、1处足球或橄榄球场以及1处篮球或排球场。
截至2022年8月，利涅尔未来（Avenir Lignières，编号511654）是当地唯一的注册足球俱乐部。该俱乐部成立于1937年，其主队2022至2023赛季参加谢尔省足球联赛乙组（法国第十级别），其主场为雅克·达卢球场（Stade Jacques Dalloux）。

### 环境
利涅尔的环境事务由其所属的阿尔农-布瓦绍-谢尔市镇公共社区联合各级政府协调负责。2019年，利涅尔境内暂无污染企业。

### 治安
2019年，利涅尔市镇范围内有1处宪兵队。
利涅尔及其附近的共124个市镇是圣阿芒蒙龙国家宪兵队（zone gendarmerie de Saint-Amand-Montrond）的管辖范围。2020年，该宪兵队累计记录各类案件2,021起，其中盗窃类案件1,040起，经济类案件255起，毒品交易类案件68起。

## 文化

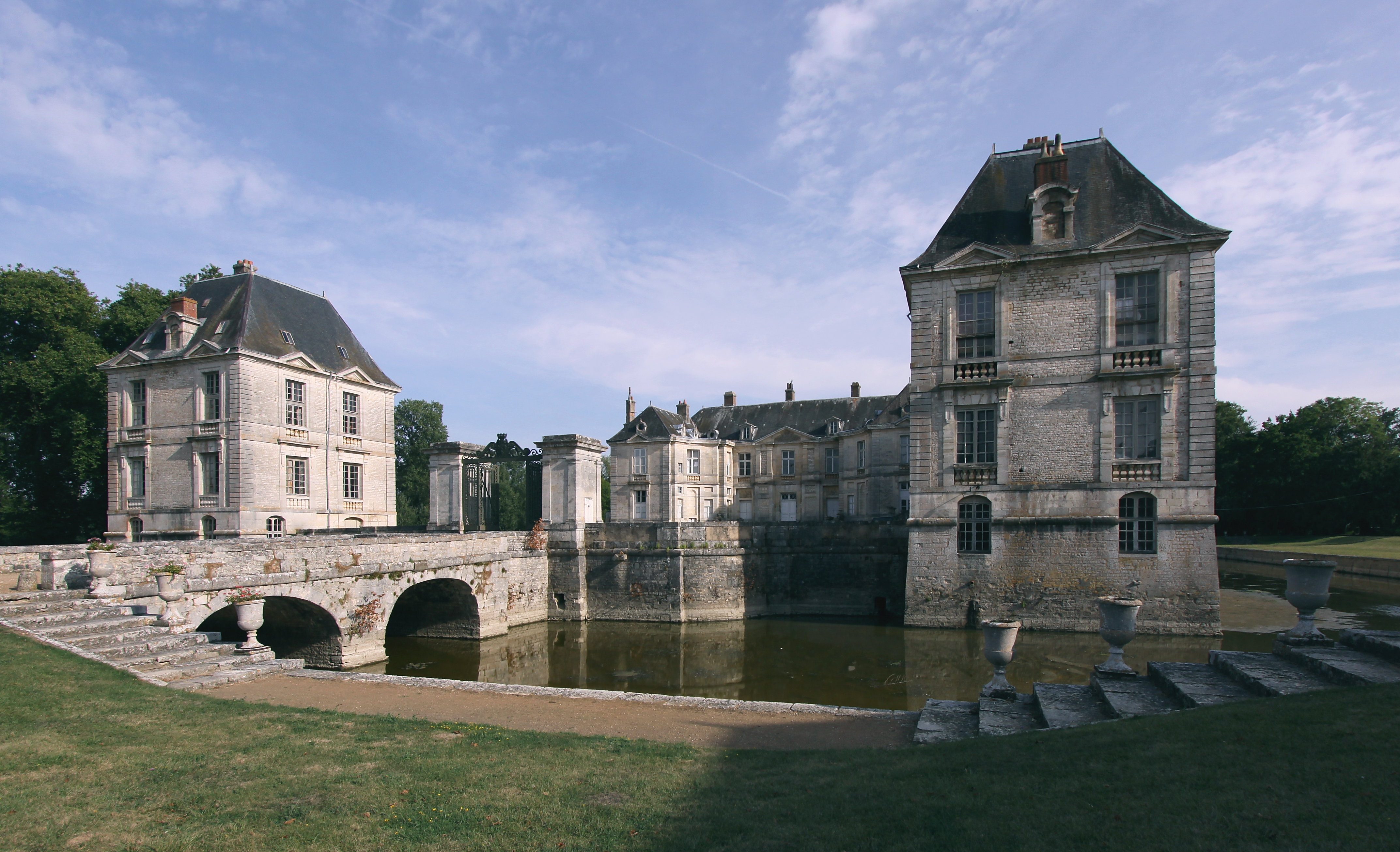
利涅尔城堡

2020年，利涅尔境内暂无任何文化设施。利涅尔市政府提供多媒体中心，每周一、二、五向公众开放。

### 建筑
利涅尔境内有多处历史建筑，其中利涅尔城堡是法国国家文物保护单位，也是当地的地标性建筑物，现为一处私人宅邸。

### 旅游
利涅尔的旅游事务由其所属的阿尔农-布瓦绍-谢尔市镇公共社区负责。2021年，利涅尔境内共有2个露营地，可容纳共84辆露营车。

### 媒体
法国主要的媒体均可在利涅尔接收，法国电视三台下属的中央-卢瓦尔河谷大区频道在部分时段播出利涅尔所属区域的地方新闻。《贝里共和党人报》、蓝色法兰西贝里广播、震动广播等是当地主要的地方性媒体。

## 相关人物
加拿大魁北克传教士卡米尔·迪沃出生于利涅尔。

## 友好城市
截至2022年8月，利涅尔共与一座城市互为友好城市关系：
- 苏格兰 邓巴